# Aksàrovo
Aksàrovo (en rus: Аксарово) és un poble de Baixkíria, a Rússia, que en el cens del 2010 tenia 321 habitants. Pertany al districte de Iermolàievo.